# کارکس اینوپس
کارکس اینوپس (نام علمی: Carex inops) نام یک گونه از سرده جگن است.